# Modern Sport Club
Il Modern Sport Club  (in arabo نادي مودرن سبورت لكرة القدم‎?), meglio noto come Modern e precedentemente noto come Coca-Cola Football Club e Modern Future Footbal Club, è una società calcistica egiziana del Cairo, fondata nel 2011. Milita nella Prima Lega, la massima divisione del campionato egiziano di calcio, e gioca le gare casalinghe allo stadio Al Salam, sito nella capitale egiziana e avente 30 000 posti.

## Storia
La squadra fu fondata nel 2011 come Coca-Cola Football Club. Ottenne la promozione in Seconda Divisione al termine della stagione 2020-2021, da neopromossa dalla Terza Divisione, dopo aver vinto il gruppo B.
Nel 2021 ha cambiato proprietà, passando dalla Coca-Cola Company alla Future company for sports investiments e modificando contestualmente la denominazione in Future Football Club e successivamente in Modern Future Football Club. Nel 2023 ha giocato (e perso) per la prima volta nella sua storia la Supercoppa d'Egitto.
Il 2 luglio 2024 ha cambiato nuovamente denominazione in Modern Sport Club, questa volta cambiando anche logo e colori sociali.

## Palmarès

### Competizioni nazionali
- Seconda Divisione (Egitto): 1

2020-2021 (gruppo B)

## Organico

### Rosa 2020-2021
| N. |                   | Ruolo | Calciatore        |
| -- | ----------------- | ----- | ----------------- |
| 1  | Egitto (bandiera) | P     | Mohamed Ali       |
| 2  | Egitto (bandiera) | D     | Karim Araft       |
| 4  | Egitto (bandiera) | D     | Ahmed Abdelmonem  |
| 6  | Egitto (bandiera) | C     | Ahmed Aboul-Khair |
| 9  | Egitto (bandiera) | A     | Reda El-Weeshi    |
| 10 | Egitto (bandiera) | C     | Ahmed Said Bondok |
| 13 | Egitto (bandiera) | D     | Basem Abdelaziz   |
| 14 | Egitto (bandiera) | C     | Karim Salah       |
| 17 | Egitto (bandiera) | A     | Gaber Salem       |
| 18 | Egitto (bandiera) | A     | Mohamed Alaa      |

| N. |                           | Ruolo | Calciatore        |
| -- | ------------------------- | ----- | ----------------- |
| 19 | Egitto (bandiera)         | D     | Hossam Zein       |
| 20 | Egitto (bandiera)         | D     | Ahmed El-Husseiny |
| 21 | Egitto (bandiera)         | C     | Hossam Abdelwahed |
| 26 | Egitto (bandiera)         | D     | Mohamed Rabia     |
| 30 | Kenya (bandiera)          | A     | John Avire        |
| 35 | Egitto (bandiera)         | C     | Islam Ashraf      |
| 40 | Costa d'Avorio (bandiera) | A     | Eric Serge        |
|    | Egitto (bandiera)         | C     | Mohamed Salah     |
|    | Ghana (bandiera)          | A     | Emmanuel Odoi     |